# Gabriel Agu
Gabriel Iloabuchi Agu (* 15. Juni 1985 in Lagos) ist ein nigerianischer Fußballspieler und Beachsoccer Nationalspieler.

## Karriere
Agu begann seine Profi-Karriere 2005 mit den Nigerian Ports Authority FC of Warri, wo er zum Top-Scorer avancierte. Nach nur einer Saison verließ er NPA Lagos Richtung Kwara United, hier wurde er auf Anhieb zum Leistungsträger. Im August 2007 unterschrieb er einen Vertrag beim tunesischen Top-Verein Espérance Tunis, die jedoch am 11. September 2007 den Vertrag wieder auflösten, nachdem bei Agu eine schwerwiegende Knieverletzung diagnostiziert wurde. Die Knieverletzung stoppte vorübergehend seine aktive Karriere. Agu ging zurück nach Nigeria und leitete in Lagos einen Fußball-Fanshop. 2011 gab er dann für Crown FC sein Comeback in der Nigerianischen Premier League und erzielte in der Saison 2010/11 für seinen Verein 8 Tore.

### International
Agu war von 2006 bis 2009 Nationalspieler der Nigerianischen Beach Soccer Nationalmannschaft. 2007 spielte er einige Spiele für die Nigerianische U-23 Nationalmannschaft der Männer in der Qualifikation zu den Olympischen Sommerspielen 2008 in Peking.